# محمد رفيع العثماني
محمد رفيع بن محمد شفيع بن محمد ياسين بن خليفة تحسين علي بن ميانجي إمام علي، (21 يوليو 1936 - 18 نوفمبر 2022) عالم وفقيه ومؤلف باكستاني مسلم شغل منصب رئيس دار العلوم كراتشي. وكان خريج دار العلوم ديوبند وجامعة البنجاب ودار العلوم كراتشي.
ألف كتباً عديدة منها كتاب أحكام الزكاة وكتاب نوادر الفقه. وكان عضوا نقابيا في جامعة كراتشي ونائبا للرئيس وعضوا في المجلس التنفيذي لجمعية وفاق المدارس العربية.

## حياته
ولد محمد رفيع عثماني في يوم الثلاثاء 3 جمادى الأولى 1355 هـ الموافق 21 يوليو 1936 م في عائلة عثماني في قرية ديوبند في سهارنفور في الهند. أطلق عليهِ أشرف علي التهانوي اسم محمد رفيع. كان والده محمد شفيع الديوبندي مفتي دار العلوم ديوبند وأحد الشخصيات الرائدة في الحركة الباكستانية. وأخوه القاضي محمد تقي عثماني ومحمد رفيع أكبر منه سنّاً.
وحفظ نصف القرآن في دار العلوم في ديوبند ثم هاجر مع أبيهِ وأسرتهِ إلى باكستان عام 1367 هـ، الموافق ل 1 مايو 1948 وبقي فيها حتى وفاته. وفي باكستان أتم حفظهِ للقرآن وحصل على الشهادة العلمية من جامعة بنجاب.

## من أهم مؤلفاته
من مؤلفاته:
- مكانة الإجماع وحجيته.
- نوادر الفقه.
- أحكام الزكاة.
- علامات القيامة أو نزول المسيح.
- ضابط المفطرات من الأدوية ونحوها في الصيام.
- حاشية على شرح عقود رسم المفتي.
- الأخذ بالرخص وحكمها.
- تعليقات نافعة على فتح الملهم.
- بيع الوفاء.

## وفاته
توفي محمد رفيع في يوم الجمعة 24 ربيع الآخر 1444 هـ الموافق 18 نوفمبر 2022 م. في مدينة كراتشي في باكستان.

### قائمة المراجع
- العثماني، محمد رفیع (2014). "کچھ مؤلف کے بارے میں". نوادر الفقه (بالأوردية). کراتشي: مکتبة دار العلوم کراتشي. ج. 1. ص. 11–21. {{استشهاد بكتاب}}: الوسيط |contributor= بحاجة لـ |contribution= (مساعدة)
- العثماني، محمد رفیع (2010). "صاحبِ فتاوی کے مختصر حالاتِ زندگی". فتاویٰ دار العلوم کراچی (بالأوردية). کراتشي: ادارة المعارف. ج. 1. ص. 48–81. {{استشهاد بكتاب}}: الوسيط |contributor= بحاجة لـ |contribution= (مساعدة)

]